# Château de Kenfig
Le château de Kenfig (en gallois : Castell Cynffig) est un château situé au nord du village de Kenfig, dans le county borough de Bridgend (pays de Galles). En 1080, Iestyn ap Gwrgant, dernier roi du royaume de Morgannwg, le fortifie.